# Erucastrum cardaminoides
Erucastrum cardaminoides là một loài thực vật có hoa trong họ Cải. Loài này được (Webb ex H.Christ) O.E.Schulz mô tả khoa học đầu tiên năm 1916.